# Маямі-Біч
Мая́мі-Біч або Маямі Біч (англ. Miami Beach) — прибережне курортне місто в США, штат Флорида, округ Маямі-Дейд. Зареєстроване як містечко (town) 26 березня 1915 року. Розташоване на природних і штучних бар'єрних островах між Атлантичним океаном і затокою Біскейн, що відділяє Маямі-Біч від міста Маямі. Місто часто згадується разом з містом Маямі під узагальнюючим поняттям «Маямі», незважаючи на те, що є окремим муніципалітетом. Квартал Саут-Біч (South Beach), що включає найпівденніше розташовані 2,5 квадратних миль (6,5 км²) міста Маямі-Біч, а також центр міста Маямі і порт Маямі, разом утворюють комерційний центр Південної Флориди. За даними перепису 2010 року, загальна чисельність населення в Маямі-Біч складала 87 779. Ще починаючи з початку 20-го століття місто було одним з найвидатніших пляжних курортів Америки.
У 1979 році Історичний Квартал Арт Деко в Маямі-Біч внесли до Національного Реєстру Історичних Місць. Історичний Квартал Арт Деко є найбільшою колекцією архітектури ар деко в світі і має у своєму складі сотні готелів, квартир та інших споруд, зведених в період між 1923 і 1943 роками. Середземноморський стиль, стримлайн й ар деко представлені в цьому Кварталі. Історичний район межує з Атлантичним океаном на сході, Lenox Court на заході, 6-й Вулиці на півдні і Dade Boulevard уздовж Каналу Коллінз (Collins Canal) на півночі. Рух за збереження архітектурної спадщини району Арт-Деко був очолений колишнім дизайнером Барбарою Кепітман (Barbara Capitman), і тепер одна з вулиць в кварталі названа в її честь.

## Уряд

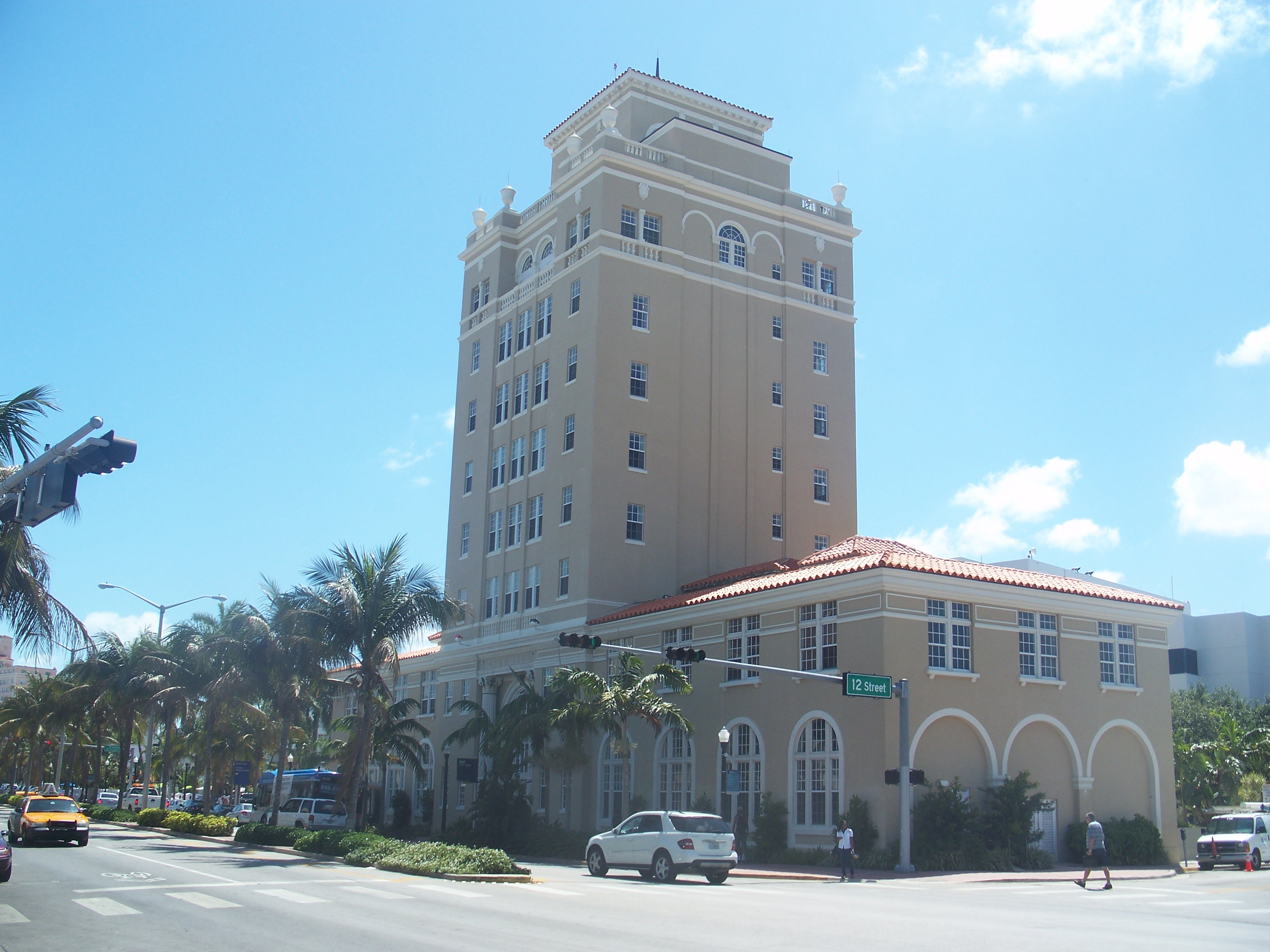
Стара будівля мерії Маямі-Біч.

Маямі-Біч керується церемоніальним мером і шістьма вповноваженими. Хоча мер головує на засіданнях вповноважених, мер і всі вповноважені мають рівне право голосу і обираються всенародним голосуванням. Мер вибирається на термін два роки і може бути мером тільки протягом трьох термінів, у той час як уповноважені вибираються на строк чотири роки і обмежені максимум двома термінами. Вповноважені вибираються на загальноміських виборах і кожні два роки три вповноважених перевибираються. Призначений менеджер міста відповідає за управління містом. Міський клерк і міський прокурор також призначаються, а не вибираються.

## Історія

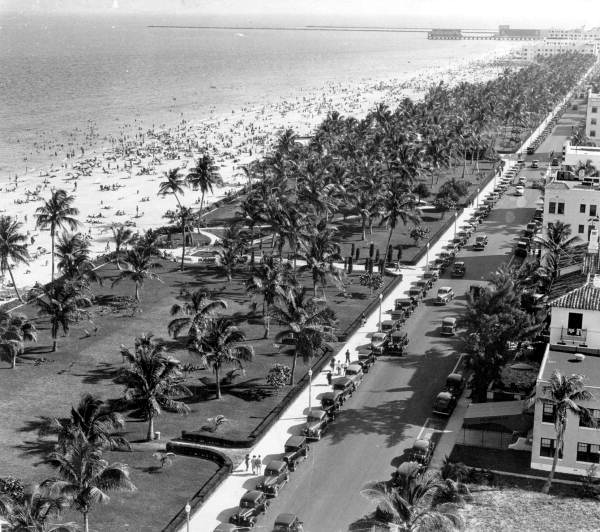
Вид на пляж, парк Луммус (Lummus Park). Приблизно 1930-ті роки.

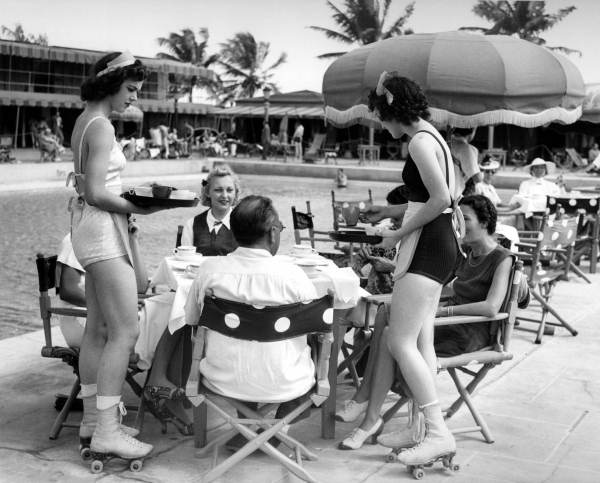
Офіціантки на роликах в готелі Роні Плаза (Roney Plaza Hotel).

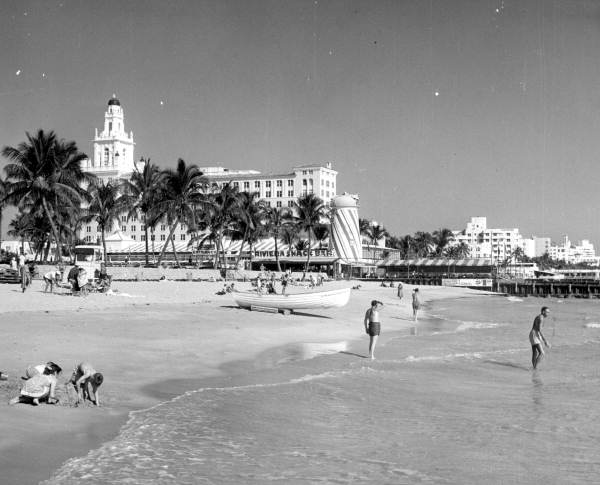
Пляж біля готелю Роні Плаза (Roney Plaza Hotel) в 1950-му році.

У 1870 році батько і син, Генрі і Чарльз Лам (Henry and Charles Lum), купили землю за 75 центів за акр. Першою структурою зведеною на цій безлюдній прибережній території був Біскейнський Будинок Порятунку (Biscayne House of Refuge), побудований в 1876 році Рятувальною Службою США приблизно в районі теперішньої 72-й вулиці. Його мета полягала в тому, щоб забезпечити продовольством, водою і можливості повернення до цивілізації для людей, що зазнали корабельні аварії. Наступним кроком у розвитку майбутнього Маямі-Біч була посадка кокосової плантації уздовж берега в 1880 році двома підприємцями з Нью-Джерсі яких звали Езра Осборн і Елнатан Філд (Ezra Osborn and Elnathan Field), але їхнє підприємство зазнало невдачу. Одним з інвесторів у проєкту був агроном Джон С. Коллінз, який досяг успіху, тим що викупив долю інших партнерів і посадив різні культури рослин, зокрема, авокадо, на землі, яка пізніше стане Маямі-Біч. У той же час, на іншому березі затоки Біскейн, в 1896 році з приходом залізниці, а в 1905 році зі створенням судноплавного Урядового Каналу і подальшим розвитком порту, було створене місто Маямі. Канал відрізав Острів Фішер від південного краю півострову Маямі Біч.
Члени сім'ї Коллінза побачили потенціал в розвитку пляжу як курорту. Ця робота реалізовувалася в перші роки 20-го століття родиною Коллінз/Пенкост (Collins/Pancoast), братами Луммус (Lummus) (банкіри з Маямі), і підприємцем з Індіанаполісу Карлом Г. Фішером. До того часу, пляж тут був тільки місцем для денних прогулянок задля яких люди їхали на поромі через затоку з Маямі. До 1912 року Коллінз і Панкост працювали разом, щоб очистити землю, посадити зернові культури, керувати будівництвом каналів, щоб уможливити доставку їх урожаю авокадо на ринок, а також створили Компанію Поліпшення Маямі Біч (Miami Beach Improvement Company). На півострові були лазня і продовольчі стенди, але не було готелю аж до 1915 року, коли був побудований Готель Брауна (Brown's Hotel) який до сих пір стоїть за адресою 112 Ocean Drive. Велика частина внутрішньої суші в той час були заплутаними джунглями мангрових дерев. Їх очищення, поглиблення каналів і водних об'єктів, а також усунення місцевих зарослів майже повсюдно, і заміна їх на користь полігону для будівництва було дорогим проєктом.
Отримавши кредит від братів Лумус, Коллінз почав роботу над дерев'яним мостом завдовжки 2,5 милі, найдовшим у світі дерев'яним мостом на той час, щоб з'єднати острів з материком. Коли кошти вичерпалися і будівельні роботи зупинилися, індіанапольський мільйонер Фішер втрутився і забезпечив фінансування необхідне для завершення моста в обмін на угоду про придбання землі. Ця угода розпочала перший бум нерухомості острова. Фішер допоміг тим, що організував щорічну регату швидкісних човнів, а також рекламував Маямі Біч як місце розваг у стилі Атлантик-Сіті і зимового відпочинку для багатих. До 1915 року, Луммус, Коллінз, Панкост і Фішер — всі жили в особняках на острові. Там також були споруджені три готелі і дві лазні, побудований акваріум, і упорядковане 18-лункове поле для гольфу.

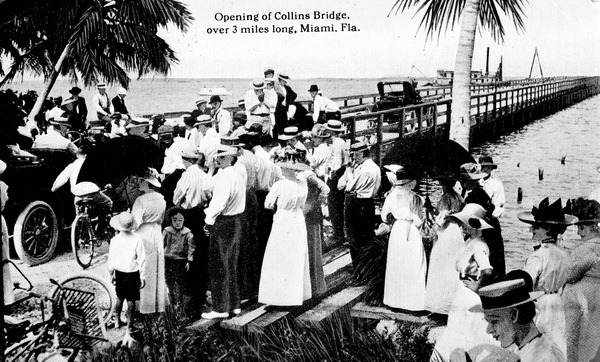
Відкриття в приблизно 1913-му році.

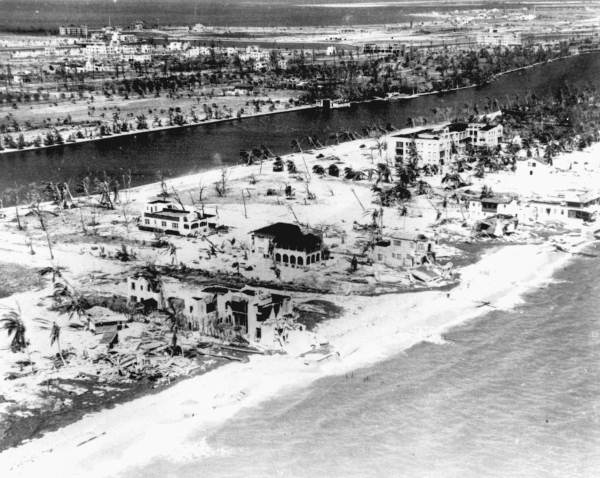
Наслідки урагану 1926-го року.

Поселення (town) Маямі Біч було офіційно окреслене 26 березня 1915 року; воно виросло до розмірів міста (city) в 1917 році. Навіть після того, як поселення було офіційно зареєстроване в 1915 році під назвою Маямі Біч, багато відвідувачів називали пляжну смугу Алтон Біч (Alton Beach), що показує, на скільки добре Фішер зарекламував свої інтереси в околицях. Власність Ламмеса називалася Оушен Біч (Ocean Beach), і тільки власність Коллінза іменувалася Маямі-Біч.
Карл Фішер був головним пропагандистом розвитку Маямі-Біч в 1920-х роках як місця побудови зимових маєтків для багатих промисловців з півночі і Середнього Заходу. Для розміщення багатих туристів, були побудовані кілька грандіозних готелів, серед них: Готель Фламінго, Флітвуд Готель (The Fleetwood Hotel), Флоридіан (The Floridian), Наутілус (The Nautilus) та Роні Плаза Готель (Roney Plaza Hotel). У 1920-ті роки, Фішер та інші створили велику частину Маямі-Біч в ролі будівельного полігону завдяки проведенню дно-поглиблювальних робіт в затоці Біскейн; ця рукотворна територія включає острови Стар (Star), (Palm) і Хібіскус (Hibiscus), острови Сансет (Sunset Islands), велику частину острова Норманді (Normandy Isle), а також всі Венеціанські Острови (Venetian Islands), окрім Бел Айл (Belle Isle). Півострів Маямі-Біч став островом в квітні 1925 року, коли був відкрий Холовер Канал (Haulover Cut), що з'єднує океан з затокою, на північ від сучасного Бал Харбор. Великий Маямський ураган 1926 року поклав край процвітаючій епосі флоридського земельного буму 1920-х років. B 1930-х роках Маямі-Біч як і раніше почав приваблювати туристів але інвестори побудували переважно дрібномасштабні, ліпні готелі і нічліжні будинки для сезонної оренди, які складають велику частину Історичного Кварталу Арт Деко.
Економічний підйом в США після Другої світової війни створив хвилю іммігрантів в південну Флориду з північних Сполучених Штатів, що протягом декількох десятиліть значно збільшило чисельність населення Маямі-Біч. Прихід Фіделя Кастро до влади в 1959 році створив хвилю кубинських біженців в південну Флориду і різко змінив демографічний склад регіону. Зараз Маямі Біч один з найпроцвітаючих ринків нерухомості в США. 2017 року одне дослідженні поставило поштовий індекс 33109 в Маямі-Біч на 4-те місце в рейтингу найдорожчих цін на житло в Сполучених Штатах.

## Культура

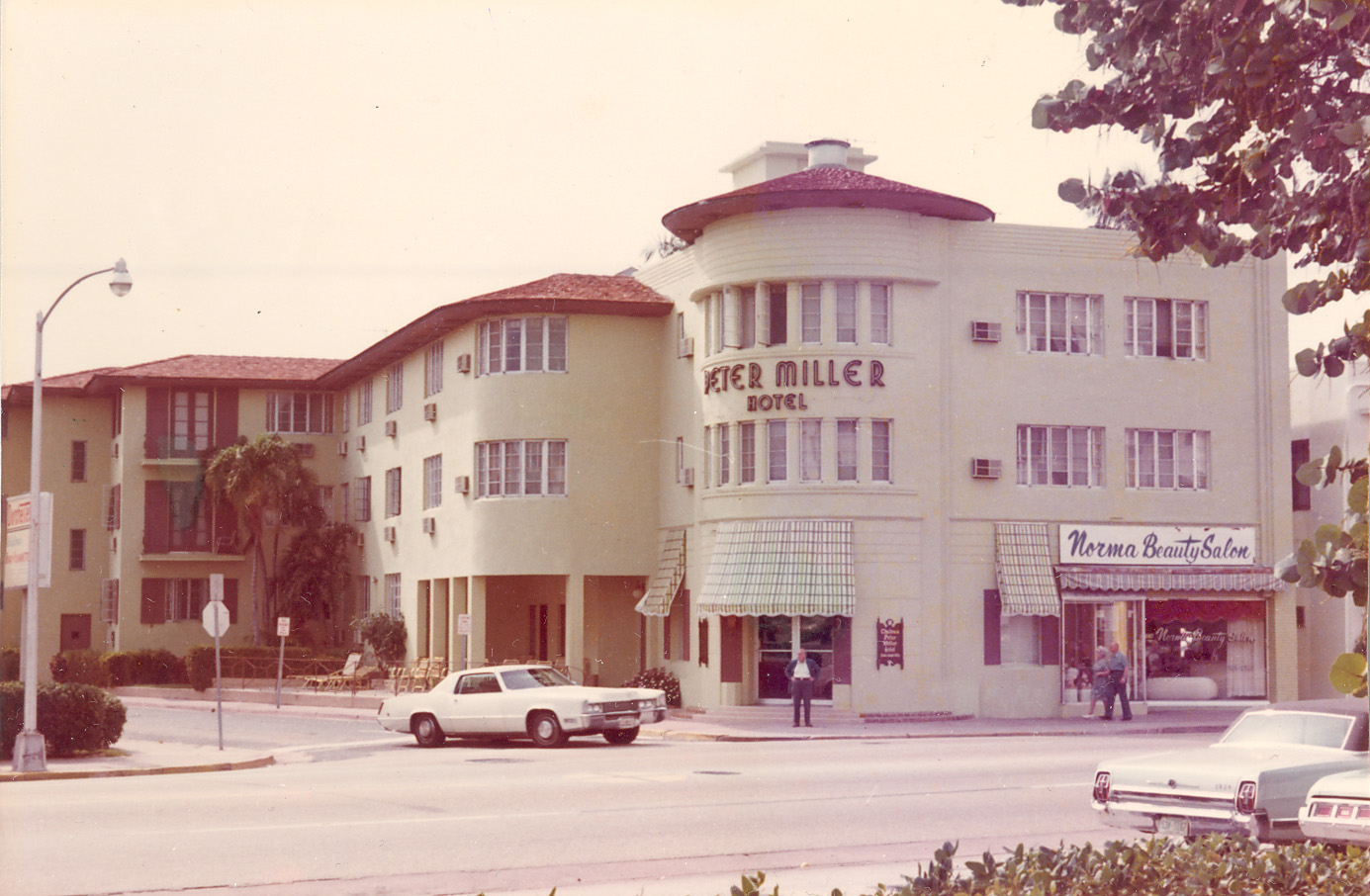
Готель на перетині 19-ї вулиці і Колінз (Collins). 1973-й рік.

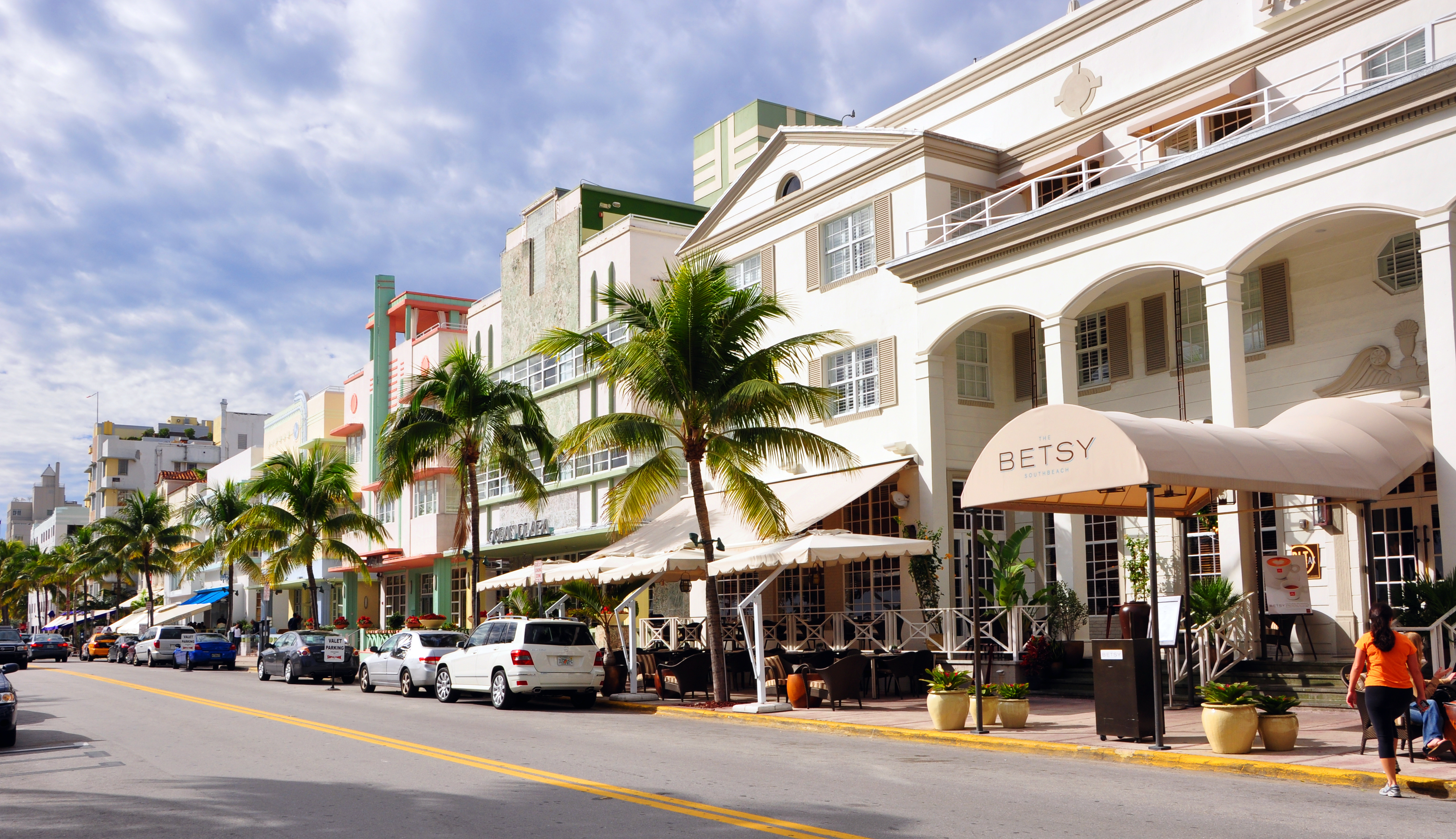
Культовий Оушен Драйв (Ocean Drive), з безліччю готелів в стилі Арт Деко.

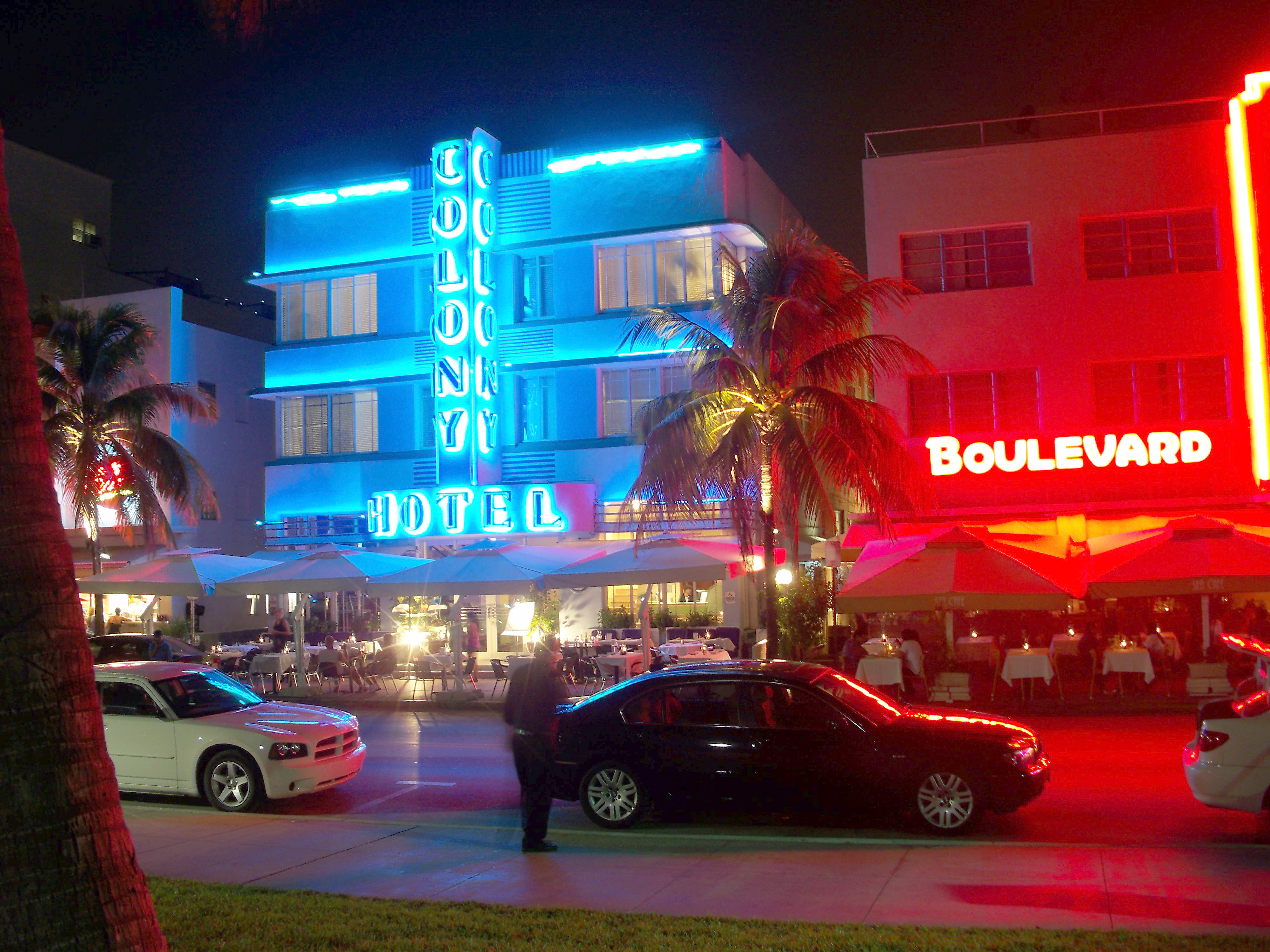
Оушен Драйв вночі.

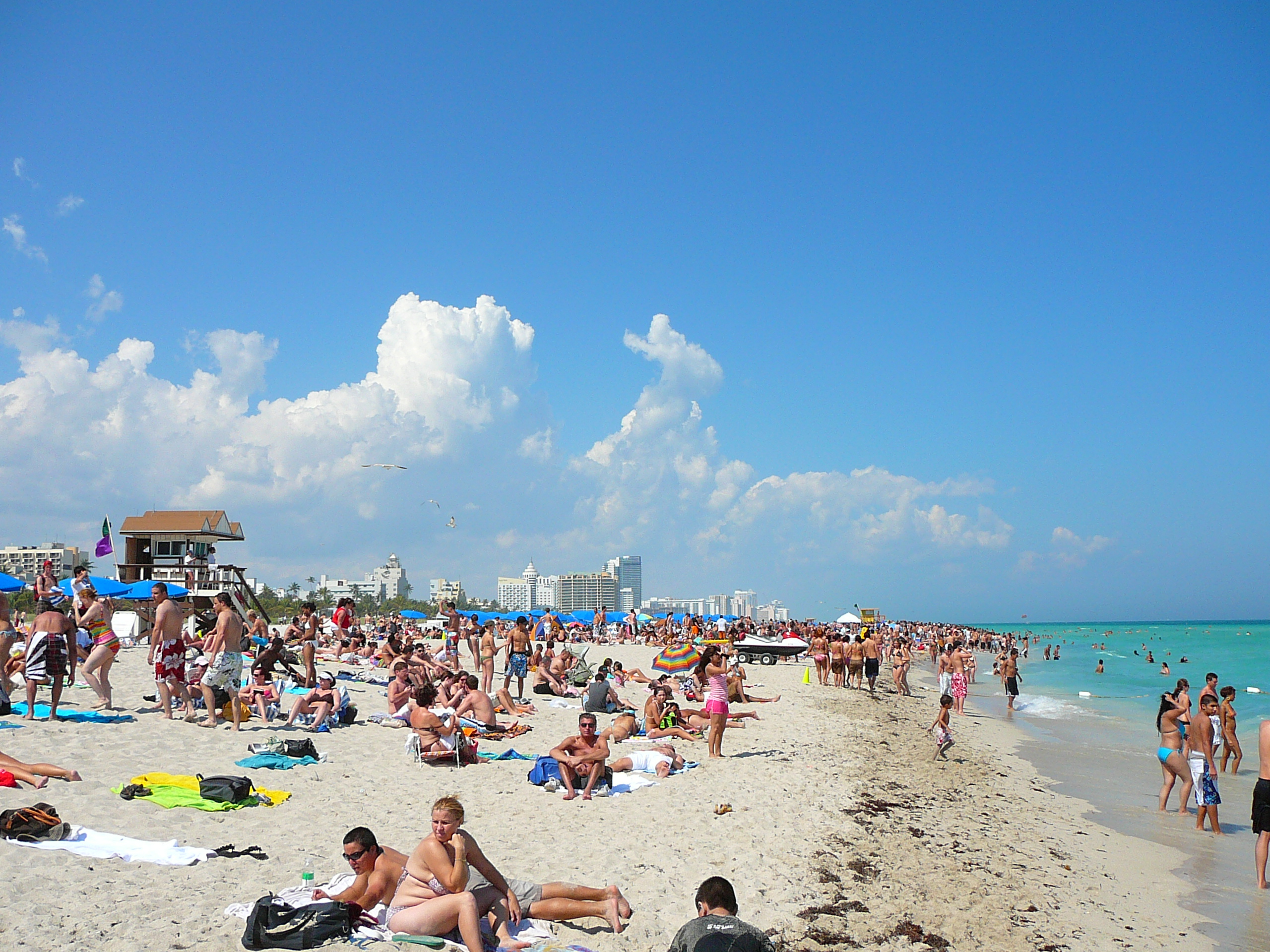
Пляж в 2008 році.

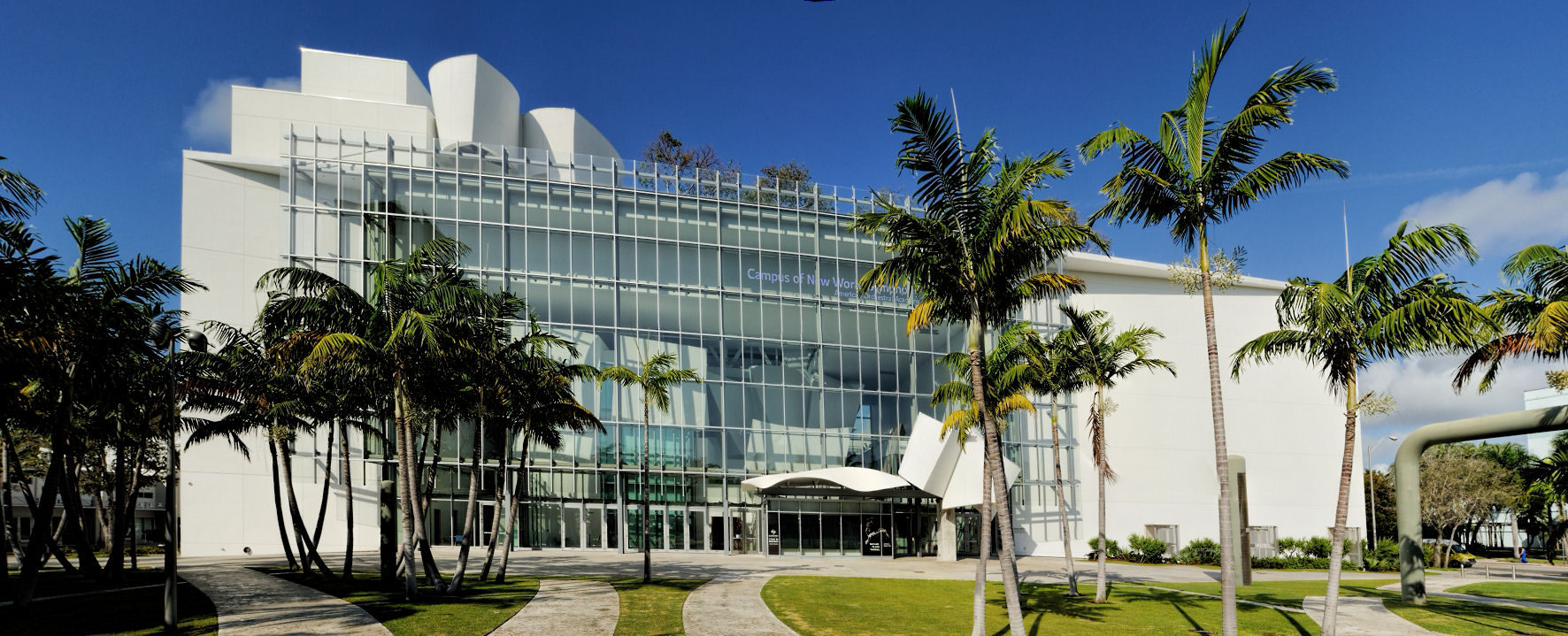
Будівля Нового Центру Світу (New World Center).

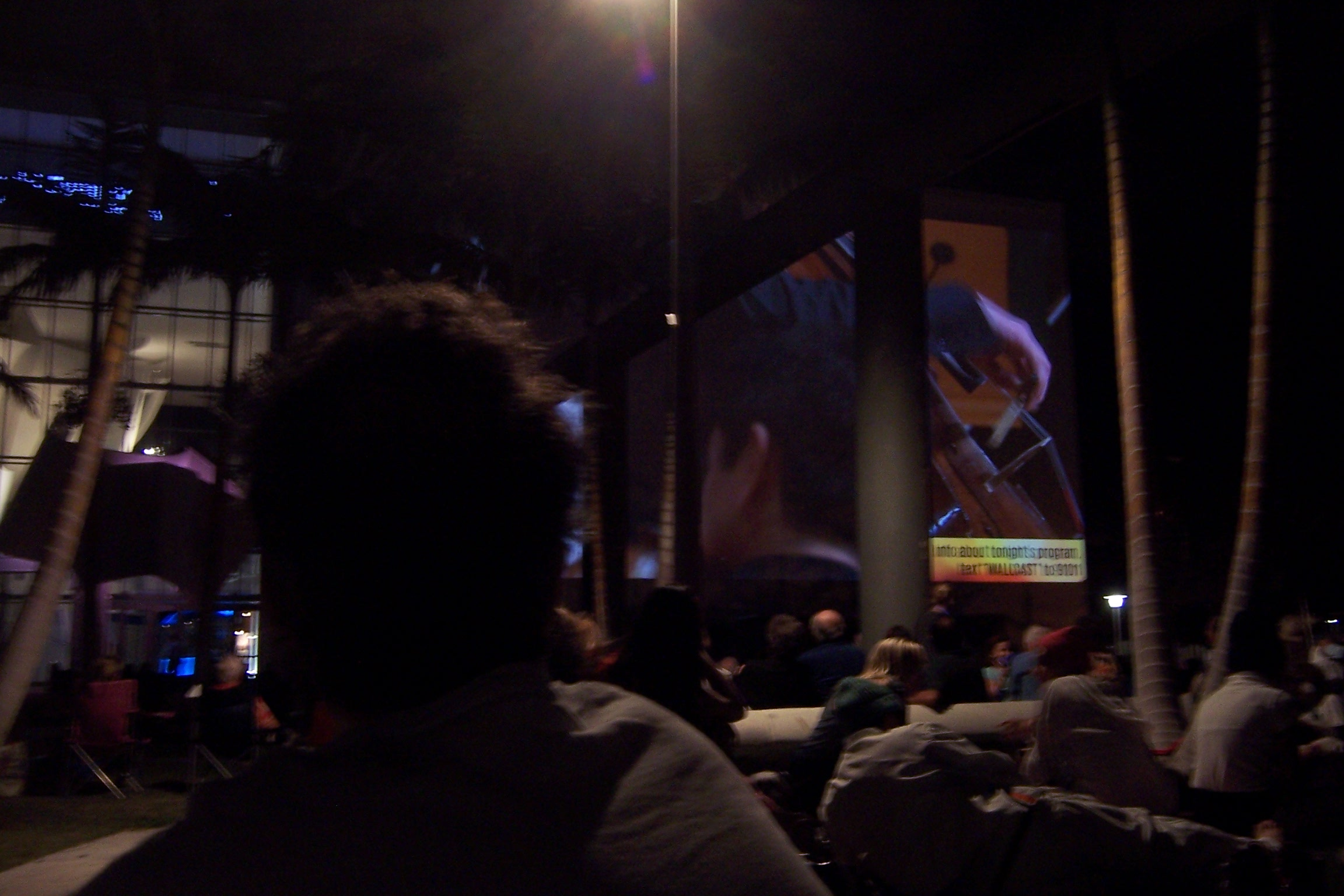
Люди дивляться живий виступ «wallcast» під відкритим небом.

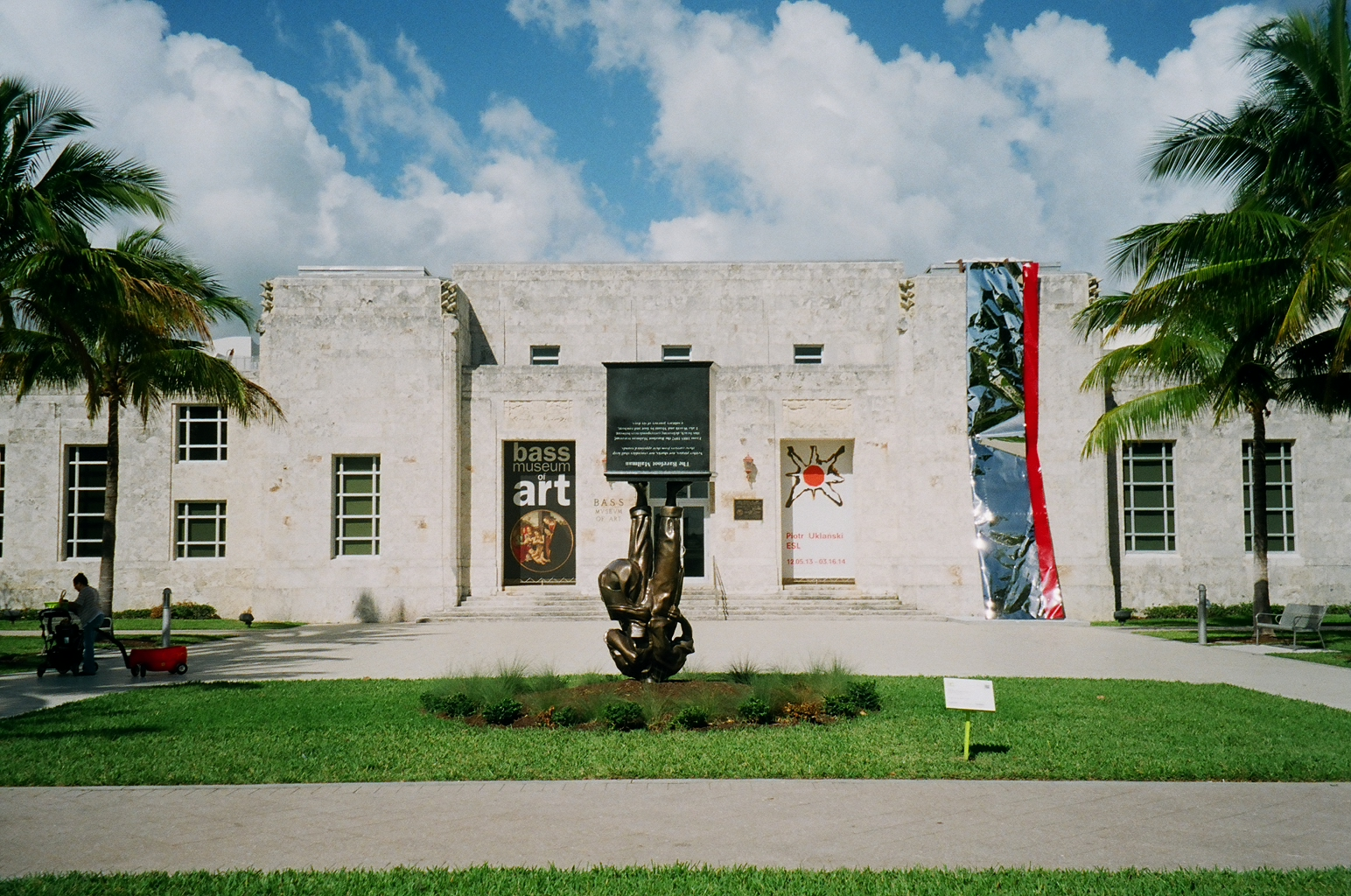
Музей Мистецтв Басса (Bass Museum of Art).

Саус Біч (також знаний як SoBe, або просто the Beach) це район який знаходиться між найпівденнішою точкою острова і 24-ю вулицею (24th St) на півночі, є одним з найпопулярніших районів Маямі-Біч. Засмагання топлес для жінок є незаконним, але в Саус Біч офіційно не карається. До того як серіал Поліція Маямі допоміг зробити район популярним, SoBe перебував у стані урбаністичного занепаду, з порожніми будівлями і високим рівнем злочинності. Сьогодні він вважається одним з найбагатших комерційних районів уздовж пляжу, але бідність і злочинність як і раніше ще існують в деяких місцях району.
Маямі-Біч, зокрема Оушен Драйв (Ocean Drive), що лежить в районі відомому як Квартал Арт Деко, також був виразно зображений в художньому фільмі 1983 року під назвою «Обличчя зі шрамом» і в комедії 1996 року «Клітка для пташок».
Лінкольн Роуд (Lincoln Road), простягається зі сходу на захід паралельно між 16-ю і 17-ю вулицями, і відома на всю країну можливістю поїсти в ресторанах просто неба, покататися на велосипедах, роликових ковзанах, відома своїми магазинами і галереями добре відомих дизайнерів, художників і фотографів, таких як Ромеро Брітто, Пітер Лік, і Джонатан Адлер.

### Єврейське населення
Маямі-Біч є домом для цілого ряду ортодоксальних єврейських громад з мережею широко відомих синагог і єшив, першою з яких була єшива Ландов (Landow Yeshiva) — хабадна установа яка в діє більше ніж 30 років. В місті існує також ліберальна єврейська громада, якій належать такі відомі синагоги як Бет Шолом і Кубинська Єврейська Конгрегація. Вони приваблюють багато єврейських сімей, пенсіонерів, і особливо так званих «зимових пташок» — людей які приїжджають у Маямі Біч щоб уникнути люту холодну зиму на півночі США. Серед них є і сучасні ортодокси, і харедім, і хасиди — в тому числі багато ребе, ще відпочивають в місті під час північноамериканської зими. До своєї смерті в 1991 році лауреат Нобелівської премії письменник Ісаак Башевіс Зінгер жив в північній частині Маямі-Біч і часто снідав в аптеці Шелдона (Sheldon's) на проспекті Хардінг (Harding Avenue).
У місті існує цілий ряд кошерних ресторанів і навіть коллелів для аспірантів талмудичних наук, наприклад Коллельна Громада Маямі-Біч (Miami Beach Community Kollel). В Маямі-Біч в 1982 році в єврейських домогосподарствах проживало приблизно 60 000 людей, або 62 % від загальної чисельності населення, але в 2004 році їх було тільки 16 500, або 19 % населення. Ці дані наведені Айрою Шескін, демографом з Університету Маямі, яка проводить соціологічні опитування раз у десятиліття. Єврейська громада Маямі-Біч скоротилася починаючи з 1994 через міграцію в багатші райони і старіння населення.

### ЛГБТ громада
Після десятиліть економічного і соціального занепаду, наплив геїв і лесбійок, що переїжджають у Саус Біч з кінця 1980-х до середини 1990-х років допоміг пожвавленню Маямі-Біч. Новоприбулі люди придбали й відновили ветхі готелі і клуби Арт Деко, заснували велику кількість бізнесів, і збудували політичну владу в місті й уряді округу. З тих пір як Саус Біч став популярнішим для національного і міжнародного туризму випадкові зіткнення між культурами почастішали, що розпочало суперечки про те чи Саус Біч став менш терпимим до геїв ніж раніше. Маямі-Біч містить численні гей-бари і ЛГБТ події, а також п'ять організації що займаються питаннями ЛГБТ общини. Ухвалення прогресивних законів про громадянські права, перемога на виборах мера Матті Бауер яка має відверто про-гейські погляди, а також проведення Параду Гордості ЛГБТ (Miami Beach's Gay Pride Celebration), оживили життя місцевої ЛГБТ-спільноти в останні роки, що зазнала зниження активності наприкінці 2000-х років. Деякі випадки жорстокого поводження поліції Маямі-Біч проти геїв були в ладах з давнім іміджем Маямі-Біч, як гостинного місця для гомосексуалів.
Маямі-Біч має одні з найбільших акцій у країні зі збору коштів для активізації діяльності як місцевих, так і національних некомерційних ЛГБТ-організацій. Станом на 2011 рік, список деяких з найбільших заходів ЛГБТ-спільноти в Маямі-Біч містить:
- The Winter Party
- The White Party
- The Miami Recognition Dinner
- The Miami Gay & Lesbian Film Festival
- Aqua Girl

### Мистецтво
Кожного грудня, місто Маямі-Біч проводить Art Basel Miami Beach — одну з найбільших мистецьких виставок в Сполучених Штатах. Art Basel Miami Beach це сестринська подія виставки Art Basel, що проводиться кожного червня в Базелі, Швейцарія, і поєднує в собі міжнародну вибірку кращих галерей з програмою спеціальних виставок, вечірок і перехресних подій з музикою, кіно, архітектурою та дизайном. Виставкові центри розташовано в кварталі Арт Деко, а допоміжні події розкидано по різних околицях міста Маямі.
Оркестр Симфонія Нового Світу під керівництвом Майкла Тілсона Томаса був заснований в 1987 році і базується в Маямі-Біч. У січні 2011 року, оркестр дуже розрекламовано переїхав у будівлю Новий Центр Світу (New World Center), яку спроєктував канадсько-американський преміант Прітцкерівської премії, архітектор Френк Гері. Гері знаний завдяки своєму проєкту музею Гуггенхайма в Більбао, Іспанія, і концертному залу Волта Діснея у Лос-Анджелесі. У новій будівлі Гері проводять Live Wallcasts™, що дозволяє туристам відвідати рідкодоступні події протягом усього сезону, i що проводяться на відкритій площі розміром в пів-акра використовуючи візуальні і аудіо технології для проєкції на стіну розміром 650 м².
Балет Маямі Сіті (The Miami City Ballet) це балетна компанія, заснована в 1985 році, що розташована в будівлі розміром (5 900 м²) поблизу Музею Мистецтв Басса (Bass Museum of Art). Фестиваль Мистецтв Маямі Біч (The Miami Beach Festival of the Arts) це щорічний мистецький фестиваль на відкритому повітрі, який проводиться з 1974 року. У листопаді 2007,2009 і 2011 років, проводився мульти-медійний фестиваль мистецтв «Безсонна ніч» на основі фестивалю Нуй Бланш (Nuit Blanche).
У Маямі-Біч розташований художній музей Вулфсоніен.

## Географія

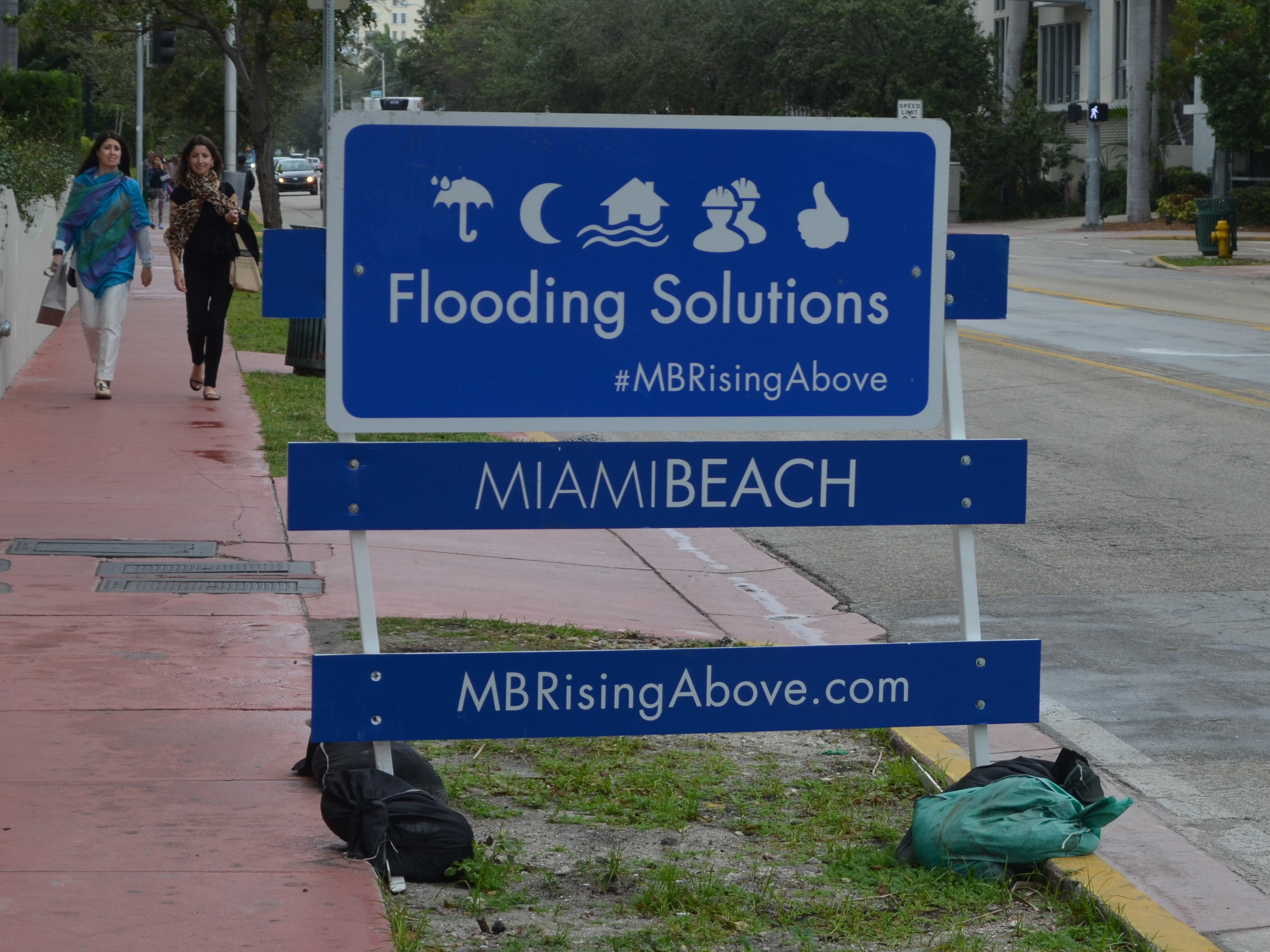
Знак поруч з проєктом підняття висоти дороги в.

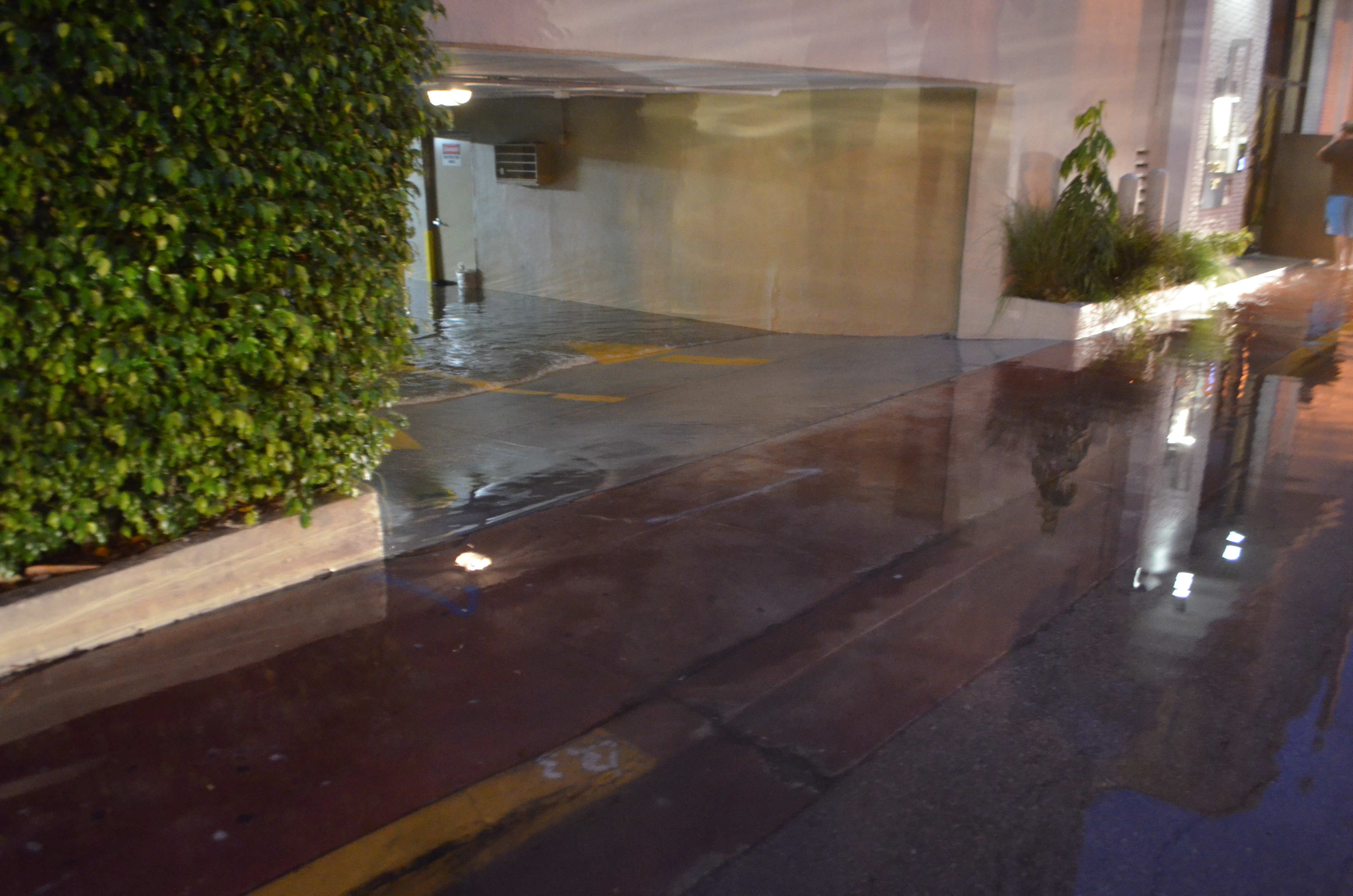
Приплив затопив підземний паркінг в західній частині.

Маямі-Біч розташоване за координатами 25°48′55″ пн. ш. 80°8′23″ зх. д. / 25.81528° пн. ш. 80.13972° зх. д. (25.815265, -80.139721). За даними Бюро перепису населення США в 2010 році місто мало площу 39,30 км², з яких 19,75 км² — суходіл та 19,55 км² — водойми.

### Висота і припливні повені
Затоплення деяких доріг трапляються в Маямі Біч під час щорічних царських припливів навіть в сонячні дні, хоча деякі люди стверджують, що це трапляється вже протягом багатьох десятиліть, тому що деякі частини західної сторони Саус Біч знаходяться практично 0 метрів над нормальним припливним рівнем води, а все місто у середньому знаходиться тільки 1,3 м (4,4 фути) над рівнем моря. Однак недавнє дослідження, проведене в Університеті Маямі, показало, що припливні повені стали набагато поширенішими з середини 2000-х років. Царські припливи осені 2015 року перевищили очікувані тривалість і висоту. Традиційні заходи щодо пом'якшення наслідків злив і підйому рівня моря, наприклад дамби і берегові стіни такі як в Нідерландах і Новому Орлеані, можуть не спрацювати в південній Флориді через пористу природу землі і вапняк під поверхнею.
На додаток до сучасних труднощів з будівництвом нижче рівня землі, деякі райони південної Флориди, особливо Маямі-Біч, починають проєктувати будівництво спеціально з врахуванням підвищення рівня моря та інших потенційних наслідків зміни клімату. Сюди входить п'ятирічний проєкт вартістю 500 мільйонів доларів США який передбачує установку від 60 до 80 насосів, будівництво вищих берегових стін, і фізичне підняття рівнів доріг, а також можливі зміни правил зонування земель і будівельних правил, які могли б в кінцевому рахунку, призвести до модернізації існуючих і історичних споруд. Деякі вулиці і тротуари були підняті близько 0,76 м (2,5 футів) в порівнянні з попередніми рівнями; чотири насосів, встановлені в 2014 році здатні перекачувати 4000 американських галонів в хвилину. Однак цей план піддається інтенсивному критицизму. Деякі жителі стурбовані тим, що цих зусиль буде не достатньо, щоб успішно адаптуватися до підвищення рівня моря і бажають щоб створило дієвіший план. З іншого боку, деякі побоюються, що місто приймає занадто швидкі непротестовані рішення. Інші ж висловили побоювання, що план переважно захищає інтереси магнатів Маямі-Біч.

## Клімат

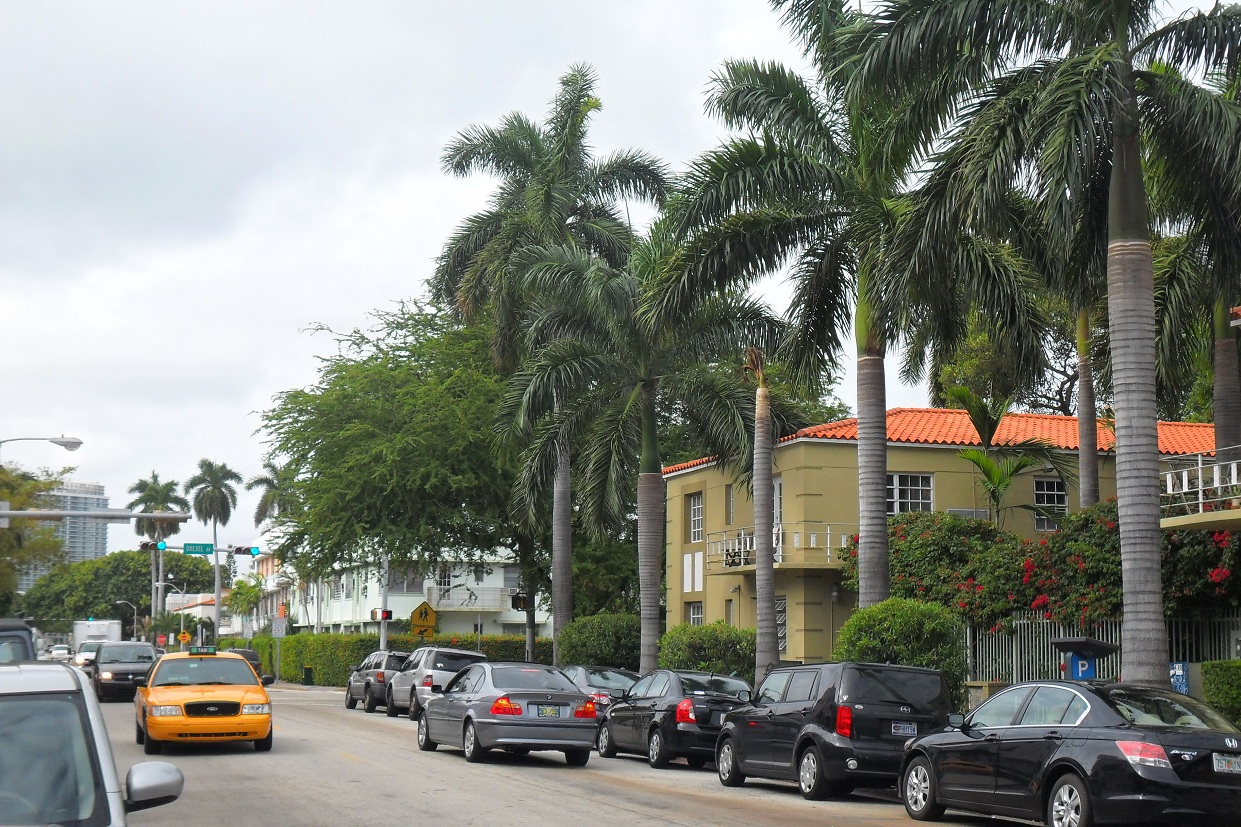
Одна з вулиць Маямі Біч демонструє тропічну рослинність міста.

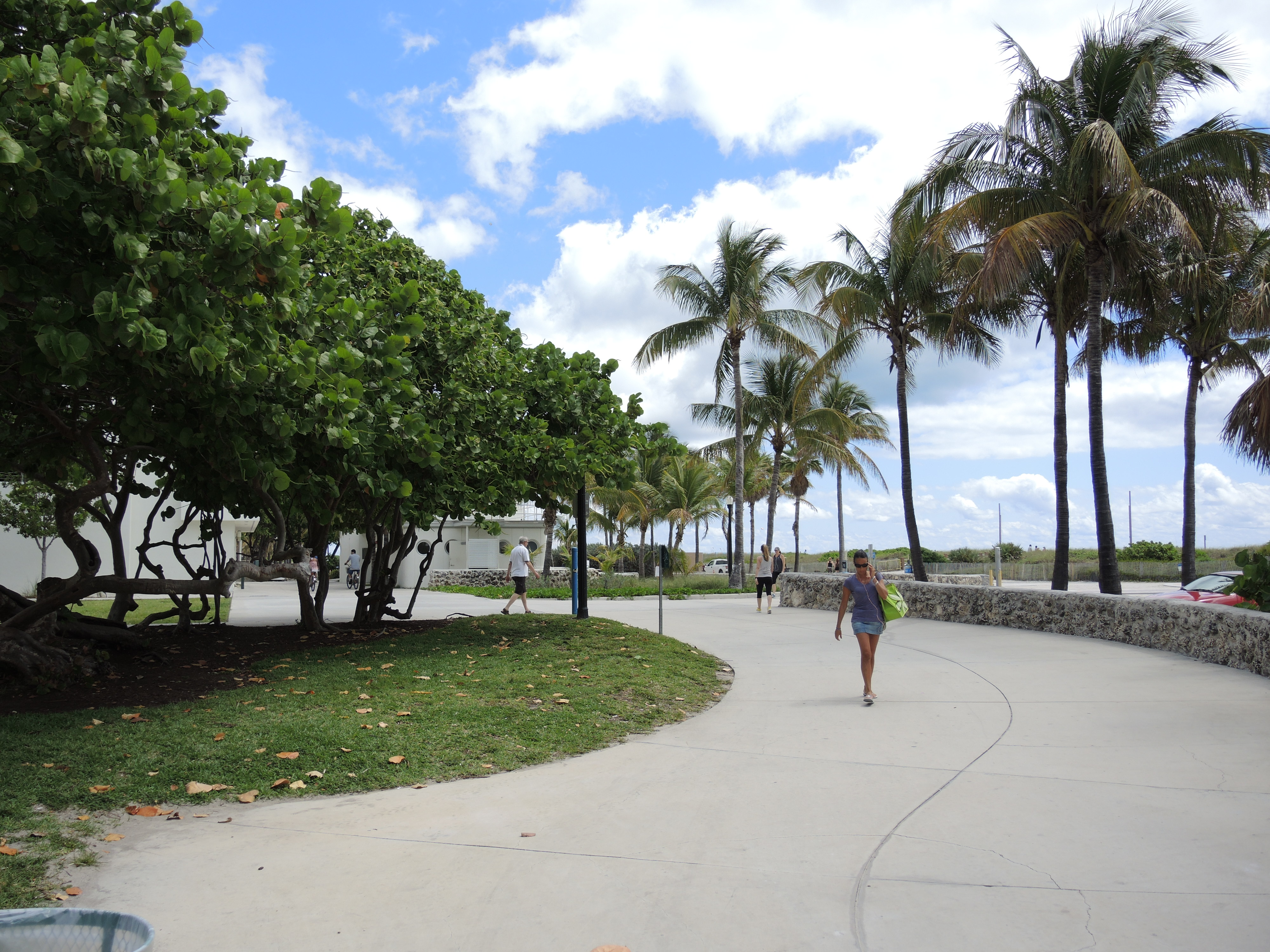
Парк Луммус. Кокосова пальма є найпоширенішим типом дерева в Маямі Біч.

Маямі-Біч має тропічний клімат, конкретніше — тропічний мусонний клімат (Кеппен Am), з жарким вологим літом і теплою сухою зимою. Окрім Флорида-Кіс, Маямі-Біч має саму теплу зимову погоду в материкових Сполучених Штатах. В період з листопада по квітень тепла і сонячна погода в Маямі-Біч і південній Флориді приваблює мільйони туристів з усього світу. Температура морської води коливається в діапазоні від 23 °C взимку до 30 °C весною/літом/осінню. Маямі-Біч має саму теплу середньорічну температуру океанського прибою в континентальній частині Сполучених Штатів.
Як і в більшій частині Флориди, Маямі-Біч має помітні вологий і сухий сезони. Тропічний сезон дощів триває з травня по вересень, коли дощі і вечірні грози стаються часто. Сухий сезон триває з листопада по квітень, коли рідко дощить, превалюють багато сонця і низька вологість. Острівне розташування Маямі-Біч, однак, створює менше конвективних гроз, а тому Маямі-Біч середньорічно отримує менше опадів ніж сусідні райони, такі як Маямі і Форт-Лодердейл. Близькість до Атлантики має пом'якшувальний ефект який виражається в пониженні максимальних денних температур і підвищенні мінімальних нічних температур в порівнянні з внутрішніми частинами Флориди. За винятком Флорида-Кіс (і Кі-Вест), Маямі-Біч є єдиним містом материкових США що ніколи не бачило снігу за всю історію спостережень погоди.
Розташування Маямі-Біч на березі Атлантичного океану, недалеко від його злиття з Мексиканською затокою, робить місто надзвичайно вразливим для ураганів і тропічних штормів. Хоча прямі удари від ураганів достатньо рідкі (Маямі пережив тільки два прямі удари великих ураганів в історії спостережень погоди — Маямський ураган 1926 року і Ураган Клео в 1964 році), цей регіон пережив опосередкований контакт з ураганами Бетсі (1965), Інес (1966), Ендрю (1992), Айрін (1999), Мішель (2001), Катріна (2005), і Вільма (2005).
| Клімат Маямі-Біч, 1981-2010 нормальні температури, екстремальні температури 1927-тепер | Клімат Маямі-Біч, 1981-2010 нормальні температури, екстремальні температури 1927-тепер | Клімат Маямі-Біч, 1981-2010 нормальні температури, екстремальні температури 1927-тепер | Клімат Маямі-Біч, 1981-2010 нормальні температури, екстремальні температури 1927-тепер | Клімат Маямі-Біч, 1981-2010 нормальні температури, екстремальні температури 1927-тепер | Клімат Маямі-Біч, 1981-2010 нормальні температури, екстремальні температури 1927-тепер | Клімат Маямі-Біч, 1981-2010 нормальні температури, екстремальні температури 1927-тепер | Клімат Маямі-Біч, 1981-2010 нормальні температури, екстремальні температури 1927-тепер | Клімат Маямі-Біч, 1981-2010 нормальні температури, екстремальні температури 1927-тепер | Клімат Маямі-Біч, 1981-2010 нормальні температури, екстремальні температури 1927-тепер | Клімат Маямі-Біч, 1981-2010 нормальні температури, екстремальні температури 1927-тепер | Клімат Маямі-Біч, 1981-2010 нормальні температури, екстремальні температури 1927-тепер | Клімат Маямі-Біч, 1981-2010 нормальні температури, екстремальні температури 1927-тепер | Клімат Маямі-Біч, 1981-2010 нормальні температури, екстремальні температури 1927-тепер |
| Показник                                                                               | Січ.                                                                                   | Лют.                                                                                   | Бер.                                                                                   | Квіт.                                                                                  | Трав.                                                                                  | Черв.                                                                                  | Лип.                                                                                   | Серп.                                                                                  | Вер.                                                                                   | Жовт.                                                                                  | Лист.                                                                                  | Груд.                                                                                  | Рік                                                                                    |
| Абсолютний максимум, °C                                                                | 31                                                                                     | 32                                                                                     | 33                                                                                     | 35                                                                                     | 37                                                                                     | 36                                                                                     | 37                                                                                     | 37                                                                                     | 36                                                                                     | 35                                                                                     | 33                                                                                     | 30                                                                                     | 37                                                                                     |
| Середній максимум, °C                                                                  | 23,2                                                                                   | 23,8                                                                                   | 24,6                                                                                   | 26,3                                                                                   | 28,2                                                                                   | 30,3                                                                                   | 31,2                                                                                   | 31,4                                                                                   | 30,6                                                                                   | 28,7                                                                                   | 26,3                                                                                   | 24,3                                                                                   | 27,4                                                                                   |
| Середній мінімум, °C                                                                   | 16,3                                                                                   | 17,2                                                                                   | 18,5                                                                                   | 20,7                                                                                   | 23,3                                                                                   | 25                                                                                     | 25,7                                                                                   | 25,9                                                                                   | 25,4                                                                                   | 23,7                                                                                   | 20,8                                                                                   | 17,9                                                                                   | 21,7                                                                                   |
| Абсолютний мінімум, °C                                                                 | 0                                                                                      | 3                                                                                      | 0                                                                                      | 8                                                                                      | 14                                                                                     | 18                                                                                     | 19                                                                                     | 19                                                                                     | 19                                                                                     | 12                                                                                     | 4                                                                                      | 0                                                                                      | 0                                                                                      |
| Температура води, °C                                                                   | 22,8                                                                                   | 23,3                                                                                   | 24,4                                                                                   | 25,6                                                                                   | 26,9                                                                                   | 29,2                                                                                   | 30,0                                                                                   | 29,0                                                                                   | 28,5                                                                                   | 27,1                                                                                   | 24,4                                                                                   | 23,3                                                                                   | 26,2                                                                                   |
| Норма опадів, мм                                                                       | 53                                                                                     | 59                                                                                     | 76                                                                                     | 81                                                                                     | 126                                                                                    | 210                                                                                    | 110                                                                                    | 162                                                                                    | 200                                                                                    | 113                                                                                    | 70                                                                                     | 52                                                                                     | 1314                                                                                   |
| Днів з дощем                                                                           | 6,9                                                                                    | 6,1                                                                                    | 7,2                                                                                    | 6,2                                                                                    | 9,1                                                                                    | 14,9                                                                                   | 12,4                                                                                   | 14,6                                                                                   | 15,1                                                                                   | 12,0                                                                                   | 8,7                                                                                    | 7,0                                                                                    | 120,2                                                                                  |
| -------------------------------------------------------------------------------------- | -------------------------------------------------------------------------------------- | -------------------------------------------------------------------------------------- | -------------------------------------------------------------------------------------- | -------------------------------------------------------------------------------------- | -------------------------------------------------------------------------------------- | -------------------------------------------------------------------------------------- | -------------------------------------------------------------------------------------- | -------------------------------------------------------------------------------------- | -------------------------------------------------------------------------------------- | -------------------------------------------------------------------------------------- | -------------------------------------------------------------------------------------- | -------------------------------------------------------------------------------------- | -------------------------------------------------------------------------------------- |
| Джерело:                                                                               |                                                                                        |                                                                                        |                                                                                        |                                                                                        |                                                                                        |                                                                                        |                                                                                        |                                                                                        |                                                                                        |                                                                                        |                                                                                        |                                                                                        |                                                                                        |

## Демографія
| Демографія Маямі-Біч                         | Демографія Маямі-Біч | Демографія Маямі-Біч | Демографія Маямі-Біч |
| Перепис 2010                                 | Маямі-Біч            | Маямі-Дейд           | Флорида              |
| -------------------------------------------- | -------------------- | -------------------- | -------------------- |
| Загальна чисельність населення               | 87 779               | 2 496 435            | 18 801 310           |
| Населення, зміна у відсотках, з 2000 по 2010 | -0,2 %               | +10,8 %              | +17,6 %              |
| Густота населення                            | 4444,5/км²           | 507,9/км²            | 135,4/км²            |
| Білі (включаючи Білих Латиноамериканців)     | 87,4 %               | 73,8 %               | 75,0 %               |
| Не-Латиноамериканські Білі                   | 40,5 %               | 15,4 %               | 57,9 %               |
| Чорні                                        | 4,4 %                | 18,9 %               | 16,0 %               |
| Латиноамериканці                             | 53,0 %               | 65,0 %               | 22,5 %               |
| Азійці                                       | 1,9 %                | 1,5 %                | 2,4 %                |
| Індійці                                      | 0,3 %                | 0,2 %                | 0,4 %                |
| Тихоокеанські остров'яни                     | 0,1 %                | 0,0 %                | 0,1 %                |
| Дві і більше рас (Мультирасові люди)         | 2,7 %                | 2,4 %                | 2,5 %                |
| Інші раси                                    | 3,2 %                | 3,2 %                | 3,6 %                |

| Мови          | Частка людей, % |
| ------------- | --------------- |
| Іспанська     | 54,90           |
| Англійська    | 32,76           |
| Португальська | 3,38            |
| Французька    | 1,66            |
| Німецька      | 1,12            |
| Італійська    | 1,00            |
| Російська     | 0,85            |
| Ідиш          | 0,81            |
| Гебрейська    | 0,75            |
| Угорська      | 0,45            |
| інші          | 2,32            |
| Джерело:      |                 |

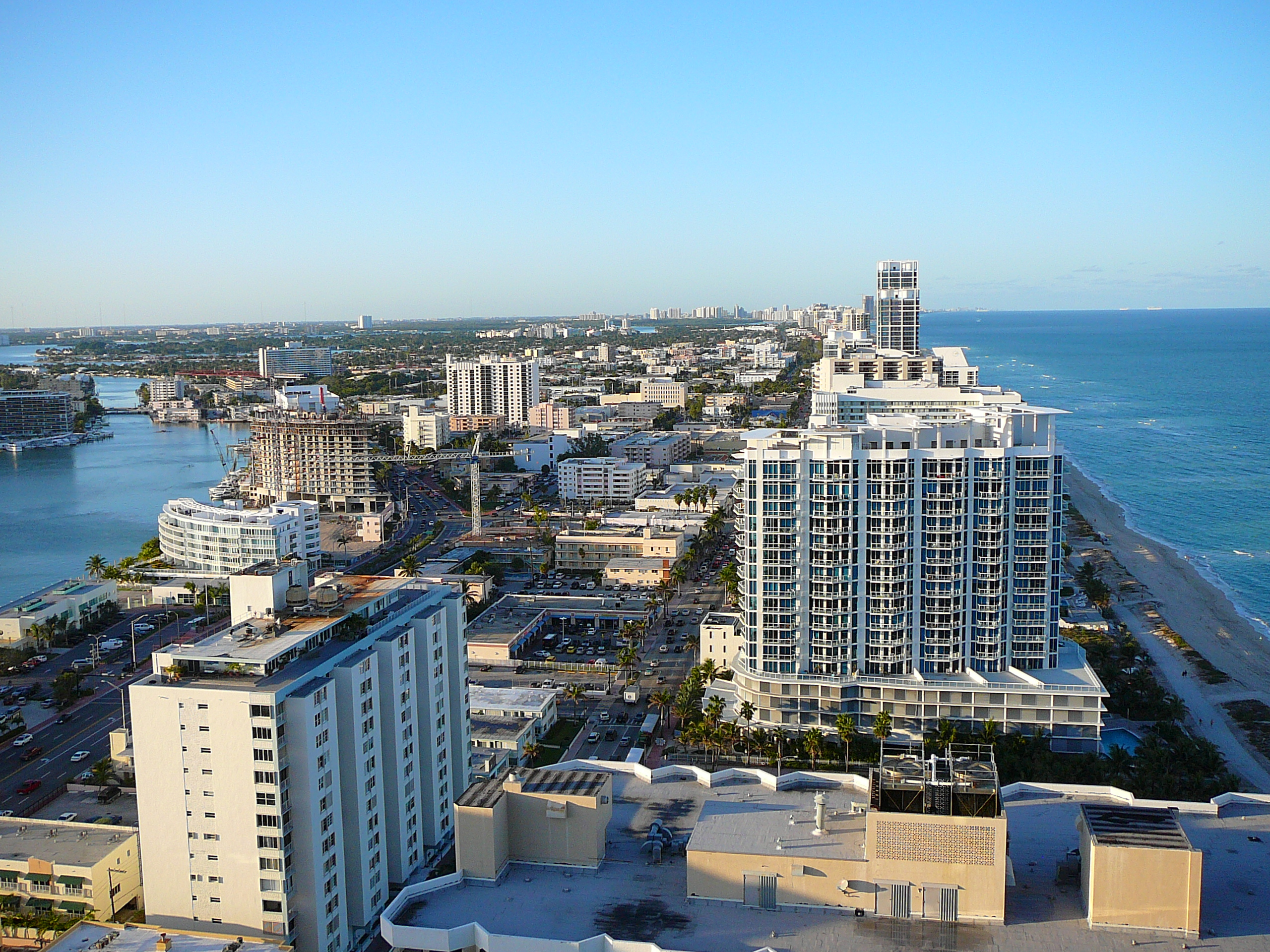
Північна сторона Маямі-Біч

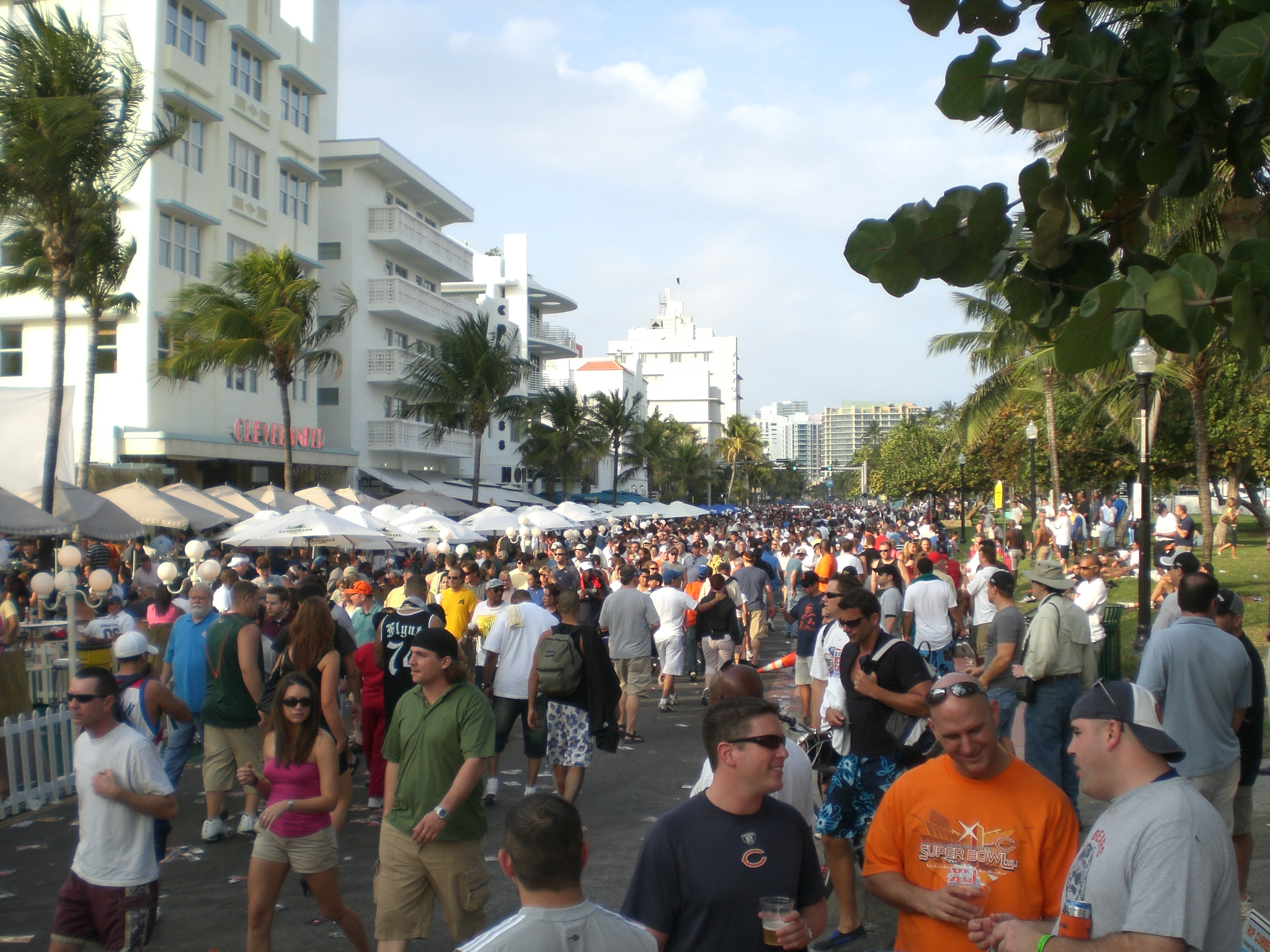
Натовп

Станом на 2010, латиноамериканці становили 53,0 % населення Маямі-Біч. З цих 53,0 %, 20,0 % були кубинцями, 4,9 % колумбійцями, 4,6 % аргентинцями, 3,7 % пуерториканцями, 2,4 % перуанцями, 2,1 % венесуельцями, 1,8 % мексиканцями, 1,7 % гондурасцями, 1,6 % гватемальцями, 1,4 % домініканцями, 1,1 % уругвайцями, 1,1 % іспанцями, 1,0 % нікарагуанцями, 0,9 % еквадорцями, і 0,8 % були чилійцями.
Станом на 2010, люди африканського походження становили 4,4 % населення Маямі-Біч, включаючи афро-американців. З цих 4,4 %, 1,3 % були чорні латиноамериканці, 0,8 % були з Африки і 0,8 % були з Вест-Індії або афро-карибського походження (0,3 % ямайці, 0,3 % гаїтянці, 0,1 % Інших, 0,1 % тринідадці.)
Станом на 2010, не-латиноамериканські білі люди європейського походження становили 40,5 % населення Маямі-Біч. З цих 40,5 %, 9,0 % італійці, 6,0 % німці, 3,8 % ірландці, 3,8 % росіяни, 3,7 % французи, 3,4 % поляки, 3,0 % англійці, 1,2 % угорці, 0,7 % шведи, 0,6 % шотландці, 0,5 % португальці , 0,5 % голландці, 0,5 % шотландо-ірландці і 0,5 % норвежці.
Станом на 2010, люди азійського походження становили 1,9 % населення Маямі-Біч. З цих 1,9 %, 0,6 % були індусами, 0,4 % філіппінцями, 0,3 % іншими азійцями, 0,3 % китайцями, 0,1 % японцями, 0,1 % корейцями, і 0,1 % були в'єтнамцями.
У 2010 році 2,8 % населення вважали себе тільки американського походження (незалежно від раси або етнічної приналежності) і 1,5 % були арабського походження.
Станом на 2010 рік в місті налічувалося 67 499 домашніх господарств, 30,1 % з яких були вакантними. В 13,8 % домогосподарств проживали дітей у віці до 18 років, 26,3 % були подружні пари, що живуть разом, в 8,4 % господарств жінки були главою сім'ї і проживали без чоловіків, а в 61,1 % не проживали сім'ї. 49,0 % всіх домогосподарств складаються з окремих осіб і в 12,0 % хтось проживав один і був 65 років і старше (4,0 % чоловіків і 8,0 % жінок). Середній розмір домогосподарства 1,84 осіб, а середній розмір сім'ї був 2,70 осіб.
У 2010 році розподіл населення за віком був наступним:12,8 % у віці до 18 років, 7,4 % від 18 до 24 років, 38,0 % від 25 до 44 років, 25,7 % від 45 до 64 років і 16,2 % були в віці 65 років і старше. Середній вік склав 40,3 років. На кожні 100 жінок припадало 109,9 чоловіків. На кожні 100 жінок у віці 18 років і старше налічувалося 111,0 чоловіків.
Місто входить до агломерацією Маямі—Форт-Лаудердейл—Помпано-Біч із загальним населенням 5 547 051 осіб (2009 рік).

## Відомі люди
Серед мешканців Маямі-Біч:
- Джордж Ейд[en], письменник
- Мойсей Анненберг[en] видавець газети
- Аль Капоне, гангстер
- Ларрі Кінг, телеведучий
- Дженніфер Лопес, співачка
- Міккі Рурк, актор
- Еверетт Макгілл (* 1945) — американський актор.

## Галерея

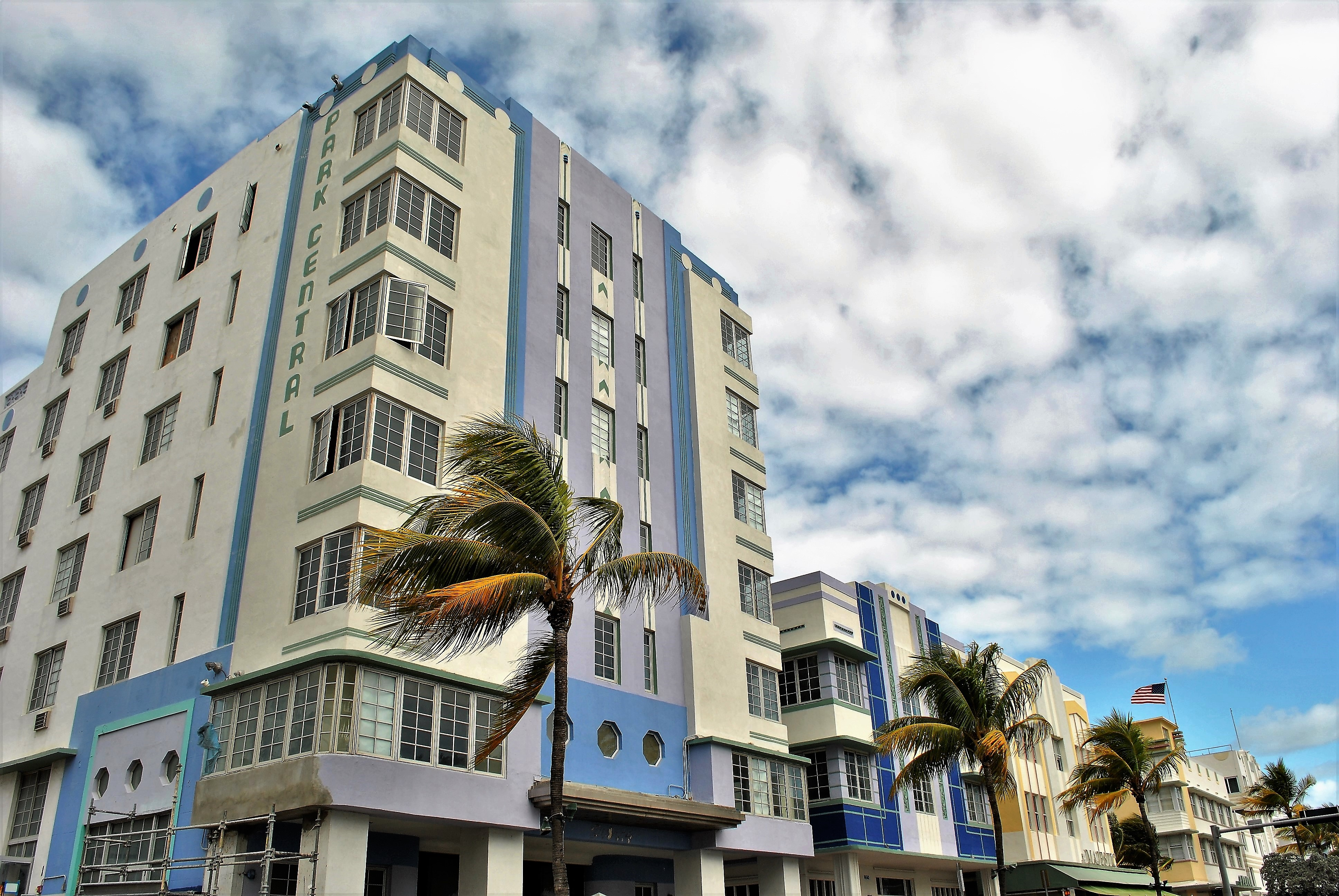
Park Central (Henry Hohauser, 1937)
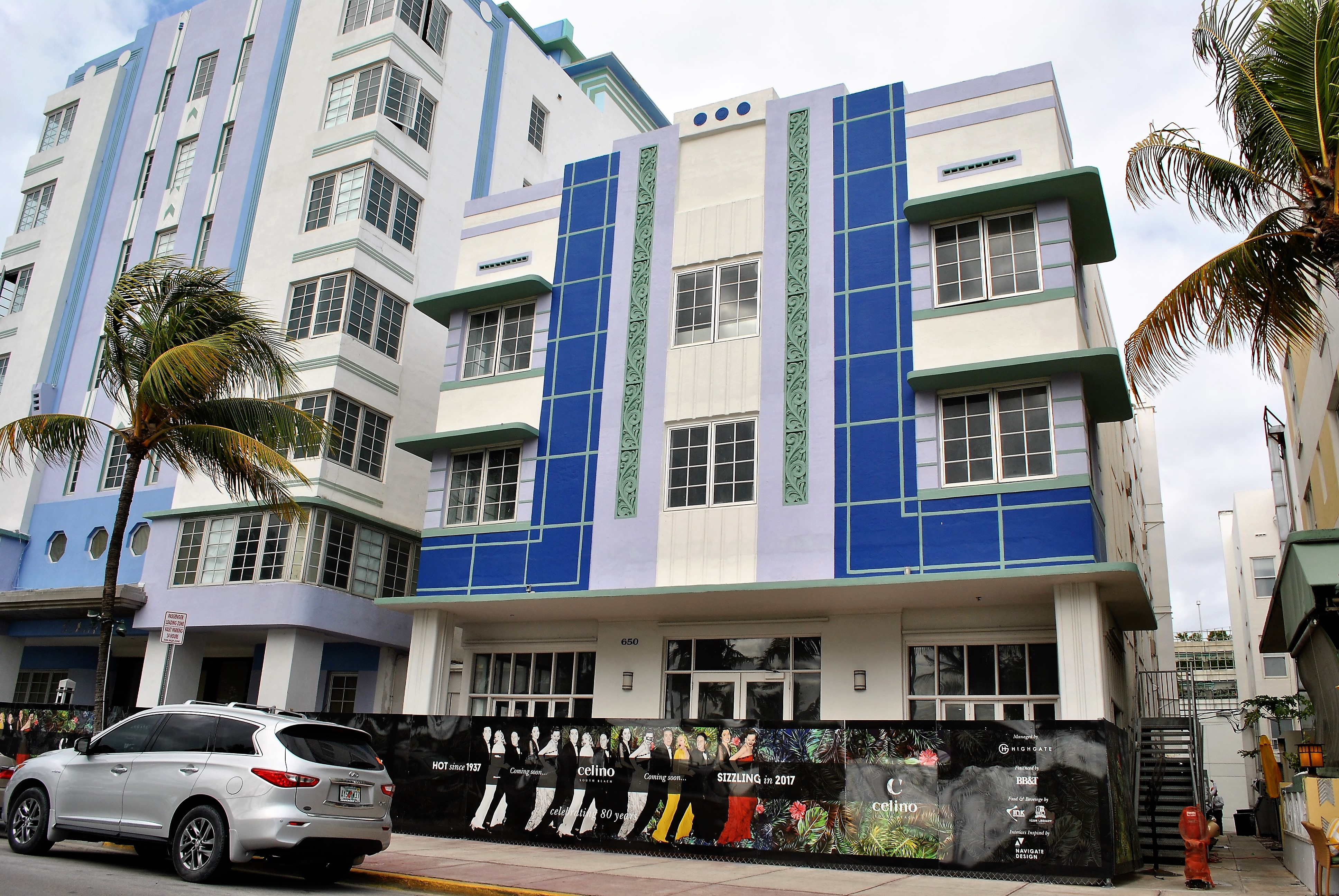
Imperial (1939)
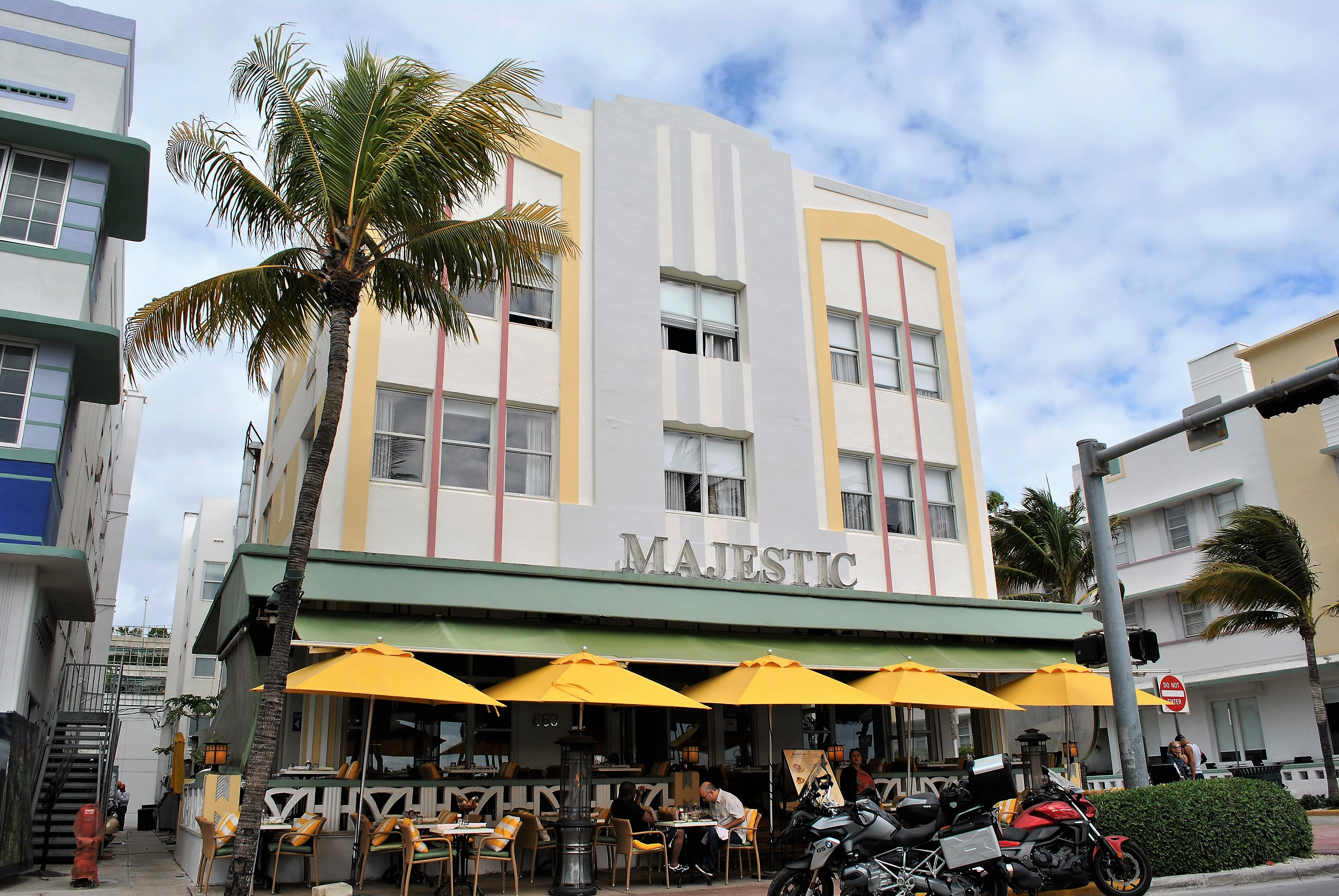
Majestic (Albert Anis, 1940)
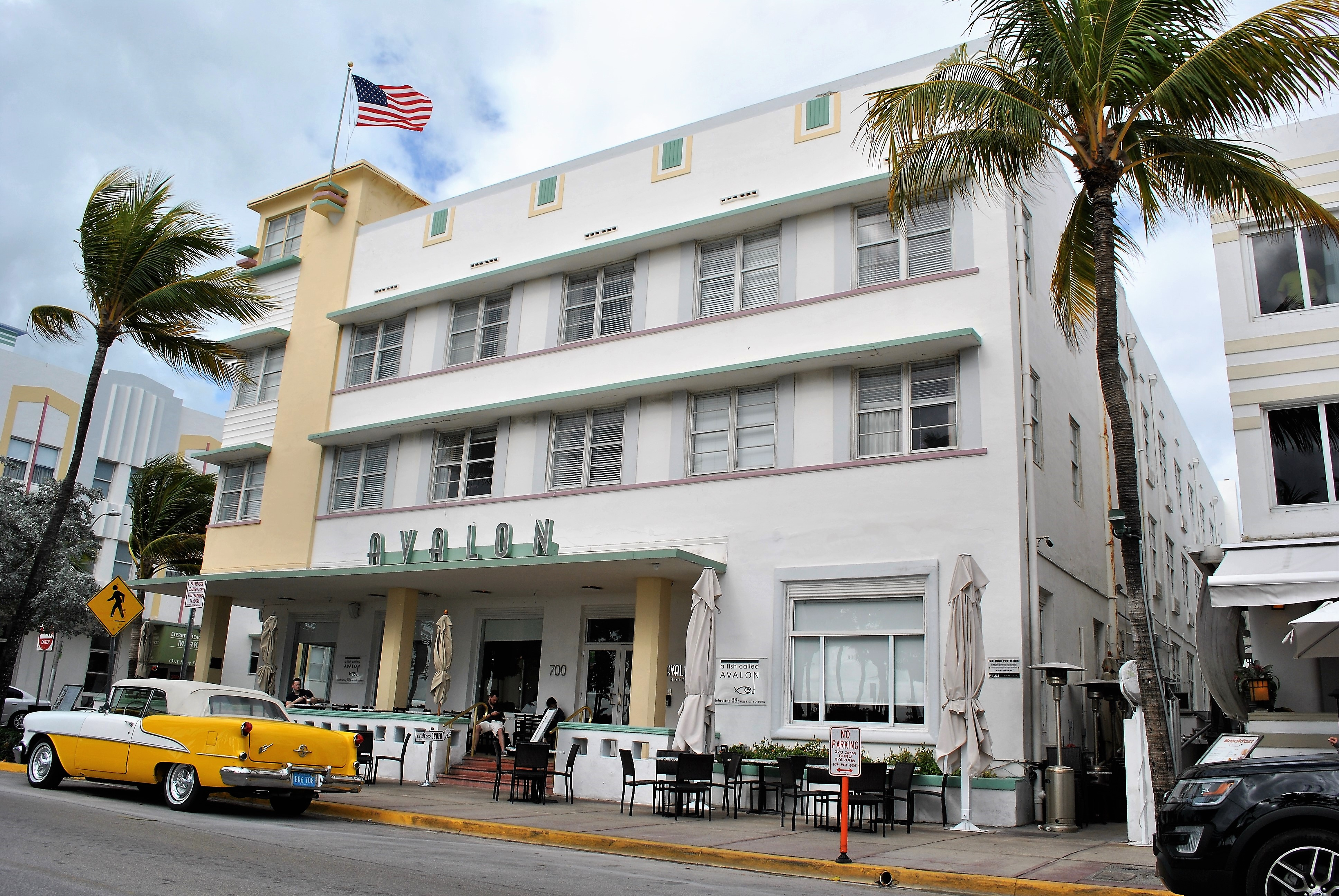
Avalon (Albert Anis, 1941)
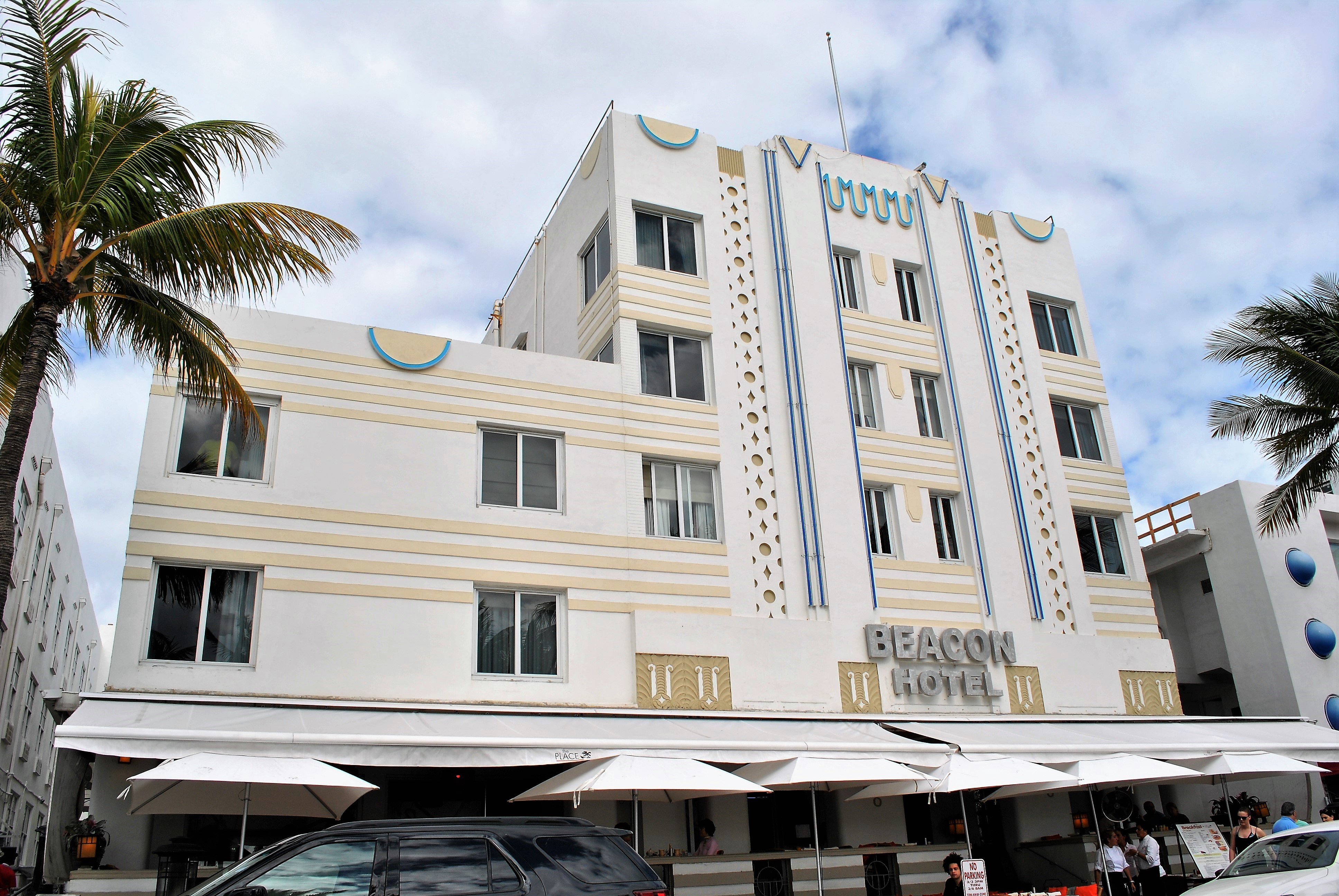
Beacon (Henry O. Nelson, 1936)
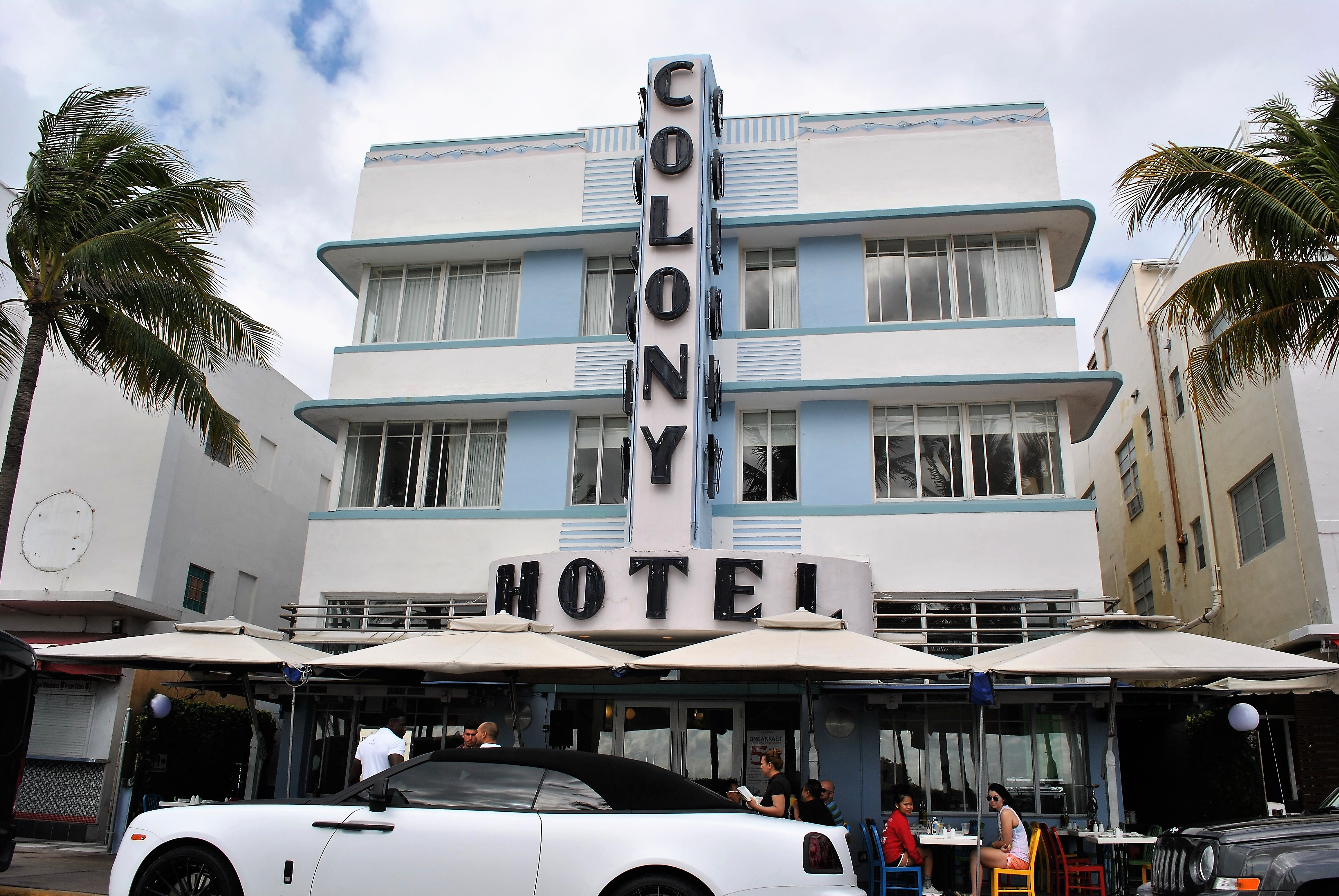
Colony (Henry Hohauser, 1935)